# Gornovița (okręg Mehedinți)
Gornovița – wieś w Rumunii, w okręgu Mehedinți, w gminie Balta. W 2011 roku liczyła 197 mieszkańców.